# Roland Stimpel
Roland Stimpel (* 1957 in Göttingen) ist ein deutscher Journalist und Fußverkehrs-Aktivist. Er ist Vorstand des Fachverbands Fußverkehr Deutschland FUSS e.V. und war Chefredakteur des Deutschen Architektenblatts.

## Wirken
Nach dem Studium der Stadt- und Regionalplanung an der TU Berlin war er Redakteur der Bauwelt, besuchte dann die Henri-Nannen-Journalistenschule und war Redakteur, Reporter, Korrespondent und Ressortleiter beim Stern, der Wirtschaftswoche und der Wochenpost. 1997 gründete er ein Fachpressebüro für Bauen, Planen und Immobilien. Von 2007 bis 2017 war er Chefredakteur des Deutschen Architektenblatts. 2019 wurde er zum Vorstand bei FUSS e.V. gewählt.